# Yacine Louati
Yacine Louati, född 4 mars 1992 i Tourcoing, är en fransk volleybollspelare (spiker) som spelar för polska Asseco Resovia. Han representerar även Frankrikes landslag.

## Karriär

### Klubblag
Louati är son till den före detta tunisiska landslagsspelaren Moutaa Louati som var en professionell volleybollspelare i Épinal och Tourcoing. Han började spela volleyboll i Tourcoing LM och gick därefter till det nationella träningscentret CNVB i Montpellier. Louati återvände därefter till Tourcoing, där han gjorde sin proffsdebut.
Därefter flyttade Louati återigen till Montpellier för spel i Montpellier UC. Efter det blev det fortsatt spel i belgiska Menen och sedan Spacer's Toulouse. I Toulouse var han med och blev tvåa i Ligue A 2016/2017, efter en finalförlust mot Chaumont VB 52. Louati gjorde därefter en övergång till just Chaumont.
Sommaren 2018 flyttade Louati till italienska Kioene Padova. Inför säsongen 2019/2020 gick han till Vero Volley Monza. I april 2020 värvades Louati av polska Jastrzębski Węgiel.
Inför säsongen 2021/2022 värvades Louati av turkiska Fenerbahçe. Inför säsongen 2023/2024 gick han till polska Asseco Resovia.

### Landslag
Vid OS i Tokyo 2021 var Louati en del av Frankrikes lag som tog guld i herrarnas turnering.

## Klubbar
Ungdomsklubbar
- Tourcoing LM (–2009)
- CNVB (2009–2011)

Seniorklubbar
- Tourcoing LM (2011–2013)
- Montpellier UC (2013–2014)
- Menen (2014–2015)
- Spacer's Toulouse (2015–2017)
- Chaumont VB 52 (2017–2018)
- Kioene Padova (2018–2019)
- Vero Volley Monza (2019–2020)
- Jastrzębski Węgiel (2020–2021)
- Fenerbahçe (2021–2023)
- Asseco Resovia (2023–)

## Meriter

### Klubblag
Ligue A
- Silver: 2017, 2018

Franska cupen
- Silver: 2018

Franska supercupen
- Guld: 2017

Polska cupen
- Silver: 2021[10]

PlusLiga
- Guld: 2021[11]

### Landslag
Olympiska sommarspelen
- Guld: 2020

Nations League
- Guld: 2022
- Silver: 2018[2]
- Brons: 2021

Medelhavsspelen
- Brons: 2013[2]

### Individuellt
- 2012 – Ligue A: Bästa nykomling[12]
- 2015 – Belgiska mästerskapet: Bästa servare[13]

### Utmärkelser
- Riddare av Hederslegionen (2021)[14]